# Spragueia onagrus
Spragueia onagrus là một loài bướm đêm trong họ Noctuidae.